# Домартен ле Ремирмон
Домартен ле Ремирмон (фр. Dommartin-lès-Remiremont) насеље је и општина у североисточној Француској у региону Лорена, у департману Вогези која припада префектури Епинал.
По подацима из 2011. године у општини је живело 1836 становника, а густина насељености је износила 87,1 становника/km². Општина се простире на површини од 21,08 km². Налази се на средњој надморској висини од 392 метара (максималној 842 m, а минималној 383 m).

## Демографија
| 1962. | 1968. | 1975. | 1982. | 1990. | 1999. | 2011. |
| ----- | ----- | ----- | ----- | ----- | ----- | ----- |
| 958   | 1.156 | 1.429 | 1.661 | 1.763 | 1.800 | 1.836 |

График промене броја становника у току последњих година